# Podgorje, Apače
Podgorje este o localitate din comuna Apače, Slovenia, cu o populație de 117 locuitori.